# Yehomilk
Yehomilk, o anche Yehawmilk, (VI secolo a.C. – ...) è stato un re di Biblo.

## Biografia e regno
Ha regnato durante l'occupazione persiana della Fenicia, che ne era diventata vassallo, per cui i re mantennero una certa autonomia. 
È menzionato in una stele conservata al Louvre in cui è rappresentato vestito alla maniera persiana con la testa di Hathor e donante a Baalshamīn, ed è appellato come "re giusto, legittimo" (mlk ṣdq, 𐤌𐤋𐤊 𐤑𐤃𐤒) rafforzando la sua condizione di figlio non reale, poiché suo nonno Urimilk era figlio del re.